# حامول أصفر التسييج
حامول أصفر التسييج (الاسم العلمي:Cuscuta xanthochortos) هو نوع من النباتات يتبع جنس الحامول من الفصيلة المحمودية.